# Mietgendorf
Mietgendorf è una frazione della città tedesca di Ludwigsfelde, nel Brandeburgo.

Conta (2007) 81 abitanti.

## Storia
Mietgendorf fu nominata per la prima volta nel 1368.

Costituì un comune autonomo fino al 31 dicembre 1997.